# Megachile rawi
Megachile rawi är en biart som beskrevs av Engel 1999. Megachile rawi ingår i släktet tapetserarbin, och familjen buksamlarbin. Inga underarter finns listade i Catalogue of Life.